# Drahomíra
Drahomíra (ca. 900 - 953) was regentes van Bohemen.
Drahomíra was een Slavische prinses van de Havelii die trouwde Vratislav I van Bohemen die in 915 hertog van Bohemen werd. Nij zijn dood in 921 trad zij samen met haar schoonmoeder Ludmilla van Bohemen op als regentes. Snel ontstonden twee kampen aan het hof: de oudste prins Wenceslaus (Václav) met Ludmilla en de jongere prins Boleslav I van Bohemen met Drahomíra. Uiteindelijk zocht Ludmilla haar toevlucht in het kasteel van Tetín, waar ze 921 door handlangers van Drahomíra werd gedood. Drahomíra bouwde een aan Sint-Michiel gewijde kerk op het graf van Ludmilla. Drahomíra werd in 922 door haar zoon Wenceslaus in ballingschap gezonden (met steun van de koning van Duitsland) maar mocht in 925 met alle eer weer terugkeren. Na de moord op Wenceslaus vluchtte ze naar een stam in het oosten van Bohemen.
Vratislav en Drahomíra kregen de volgende kinderen:
- Wenceslaus de Heilige
- Boleslav I
- Spytihněv (jong overleden)
- Pribislava
- vermoedelijk nog twee onbekende dochters